# スチール哲平
スチール哲平（スチールてっぺい、1986年1月17日 - ）は、日本の俳優である。
福岡市博多区出身。身長180cm。2023年8月までフリップアップに所属していた。

## 人物
- 福岡県立太宰府高等学校卒業[4]。吉本NSC東京（10期生）を卒業し、芸人活動をスタート。同期はオリエンタルラジオ、トレンディエンジェルなど。

- アフリカを中心に世界30ヶ国以上を訪問し、アフリカ情勢を語ることを特技としている。
- ウェディング雑誌のオーディションの際、指示通りに女性と抱き合ったが、審査員が笑いを堪えきれず、その場で落ちた。
- 朝ドラ「まんぷく」の撮影時、本番前のテストでご飯を食べてはいけないことを知らず、本番前に食べ終わって怒られる。
- YouTube「スチール哲平の娯楽業TV」を開設。
- 観葉植物にハマっており、部屋のほとんどが観葉植物のスペースになっている。
- 2021年4月1日 日本大学法学部へ入学。35歳で大学生役者となる。
- 2024年4月、中目黒に焼き鳥店『てっぺいちゃん』をオープン[5]。
- 2025年3月25日 日本大学法学部法律学科卒業[1]。

## 出演

### ドラマ
- 塀の中の中学校（2010年、TBS）
- 世にも奇妙な物語（2015年、フジテレビ）
- でも、結婚したいっ！～BL漫画家のこじらせ婚活記～（2017年04月、KTV）
- 犯罪症候群 Season1 #5（2017年05月、東海テレビ）
- ウチの夫は仕事ができない #4（2017年07月、NTV）
- カンナさーん! #5.6（2017年08月、TBS）
- コードネームミラージュ #22（2017年09月、TXN）
- 忘れてしまう前に想い出してほしい （2017年12月、RKB毎日放送）
- 99.9-刑事専門弁護士- SEASON II #1（2018年1月14日、TBS） - 千原 役
- 海月姫 #10（2018年03月、フジテレビ）
- 静おばあちゃんにおまかせ #1（2018年03月、テレビ朝日）
- まんぷく（2018年、NHK連続テレビ小説） - 長久保陽介 役
- 家売るオンナの逆襲#2（2019年1月、NTV)
- 絶叫 #3（2019年03月、WOWOW）
- インハンド #10（2019年06月、TBS）
- ストロベリーナイト・サーガ #11（2019年06月、フジテレビ）
- Iターン #4（2019年08月、TXN）
- 引き抜き屋 ～ヘッドハンターの流儀～ #2（2019年11月、WOWOW）
- 悪魔の弁護人・御子柴礼司 〜贖罪の奏鳴曲〜 #4（2019年12月、東海テレビ）
- シロでもクロでもない世界で、パンダは笑う。（2020年、NTV） - 小林孝雄 役
- 日曜プライム 白日の鴉2（2020年、テレビ朝日） - 藤井修二 役
- ナンバMG5 第2話（2022年4月27日、フジテレビ） - 市松高校生 役
- シャイロックの子供たち episode3（2022年10月30日、WOWOW）
- ケイジとケンジ、時々ハンジ。 第5話（2023年5月11日、テレビ朝日） - 久保雄二 役
- ONE DAY〜聖夜のから騒ぎ〜 第1話（2023年10月9日、フジテレビ） - 若松 役
- ジャンヌの裁き（2024年1月12日 - 3月8日、テレビ東京） - 豹谷誠 役[6]
- 失踪人捜索班 消えた真実 第4話 - 最終回（2025年5月2日 - 6月6日、テレビ東京） - 井上刑事 役[7]

### CM
- ニッポンハム シャウエッセン
- ガンホー 侍ジャパン応援プレミア12
- ショウワノート 2016年わくわく新学期シリーズ 妖怪ウォッチ
- ライオン hadakara 「スリスリ父親」篇
- リアルゴールドシャープアップ 「集中サポート」篇
- 学情Re就活「カラオケ」篇
- NTTdocomo d CARDApple Pay 使わないの？「謎の声 VS まだ使ってない人たち」篇
- 西武園ゆうえんち年間広告
- Panasonic「食洗機ならパナソニック５つの理由」
- Panasonic「液体洗剤・柔軟剤 自動投入」
- 日本マイクロソフト「スゴイぞ、モダンPC」
- フェイタス「痛みの可視化」
- アコム「それ全部やってますよ」
- アコム「書道展」
- アコム「アツロイド」
- 日本クラウド証券 クラウドバンク「未来の娘」篇（2022年6月 - ）[8]

### 映画
- スマホを落としただけなのに（2018年11月）
- 劇場版ファイナルファンタジーXIV 光のお父さん（2019年06月）

### 舞台
- 万本桜企画「やめらんねぇ」（2012年、千本桜ホール）
- コウカズヤ企画「レッド★スター」（2013年、下北沢Geki地下Liberty）
- TEAM BUZZ第１回本公演「騙-DAMA-」（2013年、下北沢Geki地下Liberty）
- TEAM BUZZ第３回本公演「旦那のも飲んだ、喜劇で火の中。」（2014年、新宿タイニイアリス）
- TEAM BUZZ第４回本公演「やめらんねぇ(再演)」（2014年、中野ザ・ポケット）
- TEAM BUZZ第５回本公演「Bye-Byeレストラン」（2014年、下北沢シアター711）
- TEAM BUZZ第６回本公演「わしゆん！」（2015年、下北沢「劇」小劇場）
- BuzzFestTheater旗揚げ公演「ストリッパー薫子」（2015年、下北沢シアター711）
- Fish story’S 第4回公演「マコベス」（2016年、阿佐谷産業商工会館）
- BuzzFestTheater第2回公演「ユーカリ園の桜」（2016年、ウッディシアター中目黒）
- BuzzFestTheater第3回公演「アイバノ☆シナリオ」（2016年、中野ザ・ポケット）
- BuzzFestTheater第4回公演「裏の泪と表の雨」（2016年、ウッディシアター中目黒）
- BuzzFestTheater第5回公演「光と影からの恵み」（2017年、萬劇場）
- BuzzFestTheaterプロデュース公演「アイバノ☆シナリオ(再演)」（2017年、中野ザ・ポケット）

### webCM
- ショップジャパン　スレンダートーン

### MV
- AKB48 じゃんけん選抜「君は今までどこにいた？」　マネージャー役

### ショートムービーWEB
- ネスレシアターonYouTube「踊る大宣伝会議、(略) Season2」